# Devair Araújo da Fonseca
Dom Devair Araújo da Fonseca (Franca, 1 de fevereiro de 1968) é um prelado da Igreja Católica brasileiro, Bispo de Piracicaba.

## Biografia
Fez os primeiros estudos na Escola Professor Otávio Martins de Souza, da cidade de Franca. Ingressou no Seminário Maior Nossa Senhora do Patrocínio também em Franca, em 1992. Cursou a faculdade de Filosofia no Instituto Agostiniano de Filosofia, em Franca, de 1992 a 1994 e, Teologia no Centro de Estudos da Arquidiocese de Ribeirão Preto, afilhado à Pontifícia Faculdade de Teologia Nossa Senhora da Assunção, de São Paulo, de 1995 a 1998.
Foi ordenado presbítero aos 20 de dezembro de 1998 na Paróquia São Sebastião, em Franca. Fez ainda o Curso Superior de Processamento de Dados na Universidade de Franca, de 1987 a 1991; Mestrado em Teologia Dogmática na Pontifícia Universidade Gregoriana de Roma, de 2000 a 2002; Curso de especialização para Formadores nos Seminários na Faculdade Dehoniana de Taubaté, de 2007 e 2008.
Após a ordenação sacerdotal, foi capelão do Carmelo Santa Teresa e Beata Miriam, em Franca; vigário paroquial nas paróquias Santana, Menino Jesus e São Benedito, em Franca; pároco da Paróquia São Crispim, em Franca; reitor do Seminário Diocesano Nossa Senhora do Patrocínio, de 2007 a 2011 e 2013; vice-reitor do Seminário Diocesano Nossa Senhora do Carmo, de 2004 a 2006; coordenador diocesano de Pastoral, de 2011 a 2014; assessor eclesiástico da Escola de Teologia São João Batista; da Escola Diaconal Santo Efrém; da Escola 'Hallel'; do Boletim Diocesano; foi vigário forâneo da Forania Santa Gianna. Pároco da Paróquia São José, em Orlândia, na Diocese de Franca.
Foi professor no Centro de Estudos da Arquidiocese de Ribeirão Preto, no Instituto de Filosofia e Teologia Nossa Senhora do Carmo, da Diocese de Jaboticabal, e no Instituto de Teologia João XXIII, da Diocese de Franca.
Exerceu também os cargos de Presidente e Secretário da Organização dos Seminários e Institutos do Brasil no Estado de São Paulo, OSIB Sul 1. Atuou nos Cursos de Formação para Diretores Espirituais e Lectio Divina, para Formadores; de Especialização para Formadores de Seminário e Casas de Formação; do Encontro de formação missionária para seminaristas.
No dia 10 de dezembro de 2014 o Papa Francisco o nomeou bispo-auxiliar da Arquidiocese de São Paulo. Foi consagrado como bispo-titular de Uzali no dia 1 de fevereiro de 2015 na cidade de Franca, por Dom Odilo Pedro Cardeal Scherer, arcebispo de São Paulo, coadjuvado por Dom Diógenes Silva Matthes, bispo emérito de Franca e por Dom Paulo Roberto Beloto, bispo de Franca. Foi o Vigário Episcopal da Região de Brasilândia.
Em 11 de novembro de 2020, o Papa Francisco o nomeou como Bispo de Piracicaba. Fez a sua entrada solene na Sé em 16 de janeiro de 2021.